# جوني وليامز (لاعب كرة قدم بريطاني)
جوني وليامز (بالإنجليزية: Johnny Williams)‏ (26 مارس 1947 بتوتنهام في المملكة المتحدة - يناير 2021) هو لاعب كرة قدم بريطاني في مركز الظهير. لعب مع كولتشستر يونايتد ونادي مارغيت ونادي واتفورد.

## وصلات خارجية
- جوني وليامز على موقع قاعدة بيانات كرة القدم.إي يو (الإنجليزية)